# 魔術師マーリンの冒険
『魔術師マーリンの冒険』（まじゅつしマーリンのぼうけん、原題：Merlin - L'enchanteur désenchanté）は、フランスとチェコが共同制作したミニドラマである。2012年10月29日から同年11月12日にかけて全2話がフランスのTF1で放送された。各話90分。ステファン・カップが監督、ジェラール・ジュニョが主演を務めている。

## 概要
本作のマーリンは「ハリー・ポッターシリーズ」に登場するアルバス・ダンブルドアのモデルと言われている、「アーサー王物語」を基にしたファンタジー物語を描いている。
日本では未放送だったが、2013年6月5日にアルバトロスから字幕付き日本語吹替版のDVD全2巻と完全版が発売された。
- 魔術師マーリンの冒険 EPISODE1 アーサー王と聖剣エクスカリバー 98分収録 DVD:ALBD-7330
- 魔術師マーリンの冒険 EPISODE2 魔女モーガンと悪の王ヴォーティガン 88分収録 DVD:ALBD-7340
- 魔術師マーリンの冒険 完全版 186分収録 DVD:ALBSD-1647

## キャスト
| 役名                 | 俳優                         | 日本語吹き替え                                        |
| -------------------- | ---------------------------- | ----------------------------------------------------- |
| マーリン             | ジェラール・ジュニョ         | 岩崎ひろし                                            |
| ヴィヴィアン         | ジョゼフィーヌ・ドゥ・モー   | 安奈ゆかり                                            |
| モーガン             | マリルー・ベリ               | 沢海陽子                                              |
| アーサー             | アルチュール・モリニエ       | 水村拓未                                              |
| グィネヴィア         | クリスティーナ・カポトンディ | 織部ゆかり                                            |
| ヴォーティガン       | ミシェル・ヴュイエルモース   | 黒澤剛史                                              |
| ランスロット         | ジャン＝バティスト・モニエ   | 宇宙                                                  |
| カメリア             | ルー・ショヴァン             | 衣鳩志野                                              |
| ペンドラゴン         | ウラジミール・ヨルダノフ     | 渡辺惇                                                |
| その他               | N/A                          | 川端麻衣 矢野智也 米倉希代子 山本兼平 井川秀栄        |
| 日本語版制作スタッフ |                              |                                                       |
| プロデューサー       | プロデューサー               | 小林祐子 （プライムウェーブ・ネクシード株式会社）     |
| 演出                 | 演出                         | 工藤美樹                                              |
| 翻訳                 | 翻訳                         | 株式会社フェルヴァント                                |
| 調整                 | 調整                         | 小出善司                                              |
| 録音                 | 録音                         | 青木臨                                                |
| 日本語版制作         | 日本語版制作                 | プライムウェーブ・ネクシード株式会社 株式会社くりぷろ |

## スタッフ
- 監督：ステファーヌ・カップ
- 製作：ジャン＝ピエール・ゲラン、ヴェロニク・マルシャ
- 脚本：ミシェル・デルガド、カリーヌ・ドゥ・デモ
- 撮影：ウィリー・スタッセン
- 音楽：グザヴィエ・ベルテロ